# Distretto di Takhtakupir
Il distretto di Takhtakupir è uno dei 14 distretti della Repubblica autonoma del Karakalpakstan, in Uzbekistan. Il capoluogo è Takhtakupir (Taxtakopir).